# 범문정
범문정(范文程, 1597-1666)은 자(字)는 헌두(憲斗)이다. 청(淸) 초기 정치가, 모신, 군사가, 중신, 한군(漢軍) 수령, 유학가이다. 선조는 명(明) 초기 강서(江西)에서 심양(瀋陽)으로 유배보내졌고, '무순소에 거하였다(居撫順所)'고 전한다. 만력(萬曆) 시기 수재(秀才)가 되었고, 명조의 공명을 입었다. 누르하치(努爾哈赤)가 무순(撫順)을 공격하여 점하자, 범문정은 자진 투항하였다. 누르하치, 홍타이지(皇太極), 순치제(順治帝), 강희제(康熙帝) 4대 황제의 신하였으며 청 건립 시기 법령은 대부분 그가 만들었으며, 문신의 수장으로 여겨졌다. 건륭(乾隆) 시기 『이신전(貳臣傳)』  편찬 때에 이신(貳臣, 명을 섬기다 청으로 투항한 배신자)으로 편입되어야 하는지를 두고 논쟁이 있었으나, 건륭제(乾隆帝)는 범문정은 명에서 공명(功名)을 이뤘지만 관직에 오르지 않았으니 이신이라 칭하지 말 것을 결정하였다.

## 생애
명(明) 만력(萬曆) 25년(1597), 범문정은 요동도지휘사사(遼東都指揮使司) 심양중위(瀋陽中衛) 문관둔(文官屯)에서 태어났다. 『청사고(淸史稿)』에 의하면, 범문정은 북송(北宋) 대신 범중엄(范仲淹)의 차남 범순인(范純仁)의 17세손이며, 증조부 범총(范鏓)은 명 가정(嘉靖) 연간(1522-1566) 대신으로, 병부시랑(兵部侍郞)에까지 올라 『명사(明史)』에 열전(列傳)이 있을 정도이다.
범문정은 어렸을 때에 독서를 좋아하여 '18세에 생원이 되었다(年十八補生員)'고 전하며, 19세에는 심양중위학(瀋陽中衛學, 청대에는 봉천부유학(奉天府儒學) 및 성경문묘(盛京文廟)로 개량됨) 생원(生員)이 되었다. 명 만력 46년 혹은 후금(後金) 천명(天命) 3년(1618), 누르하치는 무순을 공격하여 점령하자, 21세의 범문정은 형 범문채(范文寀, ?-?)와 함께 누르하치에게 자진 투항하였다. 누르하치는 여러 버일러(貝勒, beile)에게 '이 자는 명신의 손자이니 후히 대우하라(此名臣孫也, 其善遇之)'고 전하였다. 누르하치를 따라 명 정벌에 나섰으며, 홍타이지(皇太極, Hong Taiji) 즉위 이후에도 계속하여 군공을 쌓았다. 요양(遼陽)과 서평(西平) 등을 공격하여 점령하였다.
이후 범문정은 대학사(大學士)와 의정대신(議政大臣) 등의 관직에 올랐다. 『청사고』에 의하면, '숭덕 원년(1636) 문관(文館)을 내삼원(內三院)으로 고치고 범문정은 내비서원대학사(內秘書院大學士)가 되었으며, 세습직함 2등잘란장긴(二等甲喇章京)으로 승진하였다(崇德元年, 改文館爲內三院, 范爲內秘書院大學士, 進世職二等甲喇章京)'라고 기재되어 있으며, 또한 '1등아스하니하판(一等阿思哈尼哈番)에 오르고 토사라하판(拖沙喇哈番)을 더하였으며, 박시[巴克什]의 호칭이 하사되었다. 또다시 2등징치니하판[二等精奇尼哈番]에 올랐다(進一等阿思哈尼哈番加拖沙喇哈番, 賜號巴克什. 復進二等精奇尼哈番)'고 기재되어 있다. 강희(康熙) 5년(1666) 8월, 범문정은 향년 70세에 사망하였다. 시호는 문숙(文肅)이었으며, 현량사(賢良祠)에 입사되었다. 강희 52년(1713) 범문정 사후 47년만에 강희제(康熙帝)는 그를 위하여 친히 '원보고풍(元輔高風)'이라는 편액을 하사하였다.

## 가족
『청사고』 「범문정전(范文程傳)」에 의하면, 그에게는 범승음(范承廕), 범승모(范承謨), 범승훈(范承勳), 범승빈(范承斌), 범승렬(范承烈), 범승조(范承祚) 여섯 아들이 있었다. 처는 뉴후루씨(鈕祜祿氏)이며, 처조부는 만주양황기(滿洲鑲黄旗) 처르거(車爾格), 처증조부는 1등홍의공(一等弘毅公) 어이두(額亦都)이다.
차남 범승모(范承謨)는 복건총독(福建總督)에 오른 인물이다. 삼남 범승훈(范承勳)은 호(號)는 미산(眉山)이며, 자칭 구송주인(九松主人)이라 하였다. 광서순무(廣西巡撫), 운귀총독(雲貴總督), 강남강서총독(江南江西總督)을 역임하였다.
손자 범시숭(范時崇)은 좌도어사(左都御史), 병부상서(兵部尙書)에 오른 인물이다. 손자 범시역(范時繹)은 도통(都統), 호부상서(戶部尙書), 공부상서(工部尙書)에 오른 인물이다. 손자 범시첩(范時捷)은 제독(提督), 양백기한군도통(鑲白旗漢軍都統)에 오른 인물이다. 손자 범시수(范時綬)는 좌도어사(左都御史), 도통(都統), 공부상서(工部尙書), 형부상서(刑部尙書)에 오른 인물이다. 손자 범시기(范時紀)는 부도통(副都統), 시랑(侍郞)에 오른 인물이다.
현손 범건중(范建中)은 호부상서(戶部尙書), 정황기한군도통(正黃旗漢軍都統), 항주장군(杭州將軍)에 오른 인물이다.
- 증조부 범총(范鏓)
- 처 뉴후루씨(鈕祜祿氏) : 장인은 만주양황기 바커(巴喀), 처조부는 처르거(車爾格), 처증조부는 1등홍의공(一等弘毅公) 어이두(額亦都)
  - 장남 범승음(范承廕) : 달례(達禮)라고도 기록됨, 한군양황기(漢軍鑲黄旗) 제2참령(第二參領) 제5좌령(第五佐領).
  - 차남 범승모(范承謨)
    - 손자 범시숭(范時崇) : 범승모의 아들

  - 삼남 범승훈(范承勳)
  - 사남 범승빈(范承斌)
  - 오남 범승렬(范承烈)
  - 육남 범승조(范承祚)
    - 손자 범시기(范時紀) : 범승조의 아들
      - 증손자 범의양(范宜勷) : 범시기의 아들, 소조로씨(索綽絡氏)와 결혼, 장인은 내무부(內務府) 만주정백기(滿洲正白旗) 출신 건륭(乾隆) 2년(1737) 정사은과(丁巳恩科) 진사(進士) 구왐보오(觀保)

    - 손자 범시역(范時繹)

## 참고문헌
1. ↑  『청사고(淸史稿)』, 卷232, 「열전(列傳)19」
2. ↑  國立故宮博物院圖書文獻處淸史館傳稿
3. ↑  『흠정팔기통지(欽定八旗通志)』 「팔기사전(八旗祀典)」 卷82

- 赵尔巽等. “《清史稿·列传十九》”. 2020년 8월 4일에 원본 문서에서 보존된 문서. 2011년 3월 22일에 확인함.